# فهرست برترین‌های آماری ایران در جهان
این مقاله به معرفی موضوعاتی می‌پردازد که کشور ایران بالاترین نرخ آن را در سطح کشورهای جهان داراست.
| شماره | کشور  | عملکرد                                                                                 | زمینه عملکرد | تاریخ |
| ----- | ----- | -------------------------------------------------------------------------------------- | ------------ | ----- |
| ۱.    | ایران | علی منصوری- طی کردن مسافت ۸ ساعته در ۱۹ ساعت                                           | حمل و نقل    | ۲۰۲۵  |
| ۲.    | ایران | مصطفی منصوری معروف به کلای - پخت حلیم نذری از ساعت ۱۶:۰۰ تا ۰۵:۰۰                      | پخت و پز     | ۲۰۲۵  |
| ۳.    | ایران | بزرگ‌ترین تولیدکنندهٔ خاویار                                                             | کشاورزی      | ۲۰۰۹  |
| ۴.    | ایران | بزرگ‌ترین تولیدکنندهٔ انواع توت                                                          | کشاورزی      | ۲۰۰۷  |
| ۵.    | ایران | بزرگ‌ترین تولیدکنندهٔ میوه‌های هسته‌دار                                                    | کشاورزی      | ۲۰۰۷  |
| ۶.    | ایران | بزرگ‌ترین تولیدکنندهٔ زرشک                                                               | کشاورزی      | ۲۰۰۹  |
| ۷.    | ایران | داغ‌ترین دمای ثبت‌شده در سطح زمین، ۷۰٫۷ درجه سانتی‌گراد (۱۵۹ فارنهایت) ثبت شده در دشت لوت | آب‌وهوا       | ۲۰۰۵  |
| ۸.    | ایران | مرگبارترین بوران ثبت‌شده در دنیا، ۴۰۰۰ کشته در بوران ۱۳۵۰ ایران                         | آب‌وهوا       | ۱۹۷۲  |
| ۹.    | ایران | بزرگ‌ترین واردکنندهٔ گندم                                                                | مصرف         | ۲۰۰۹  |
| ۱۰.   | ایران | بالاترین نرخ فرار مغزها در جهان                                                        | جمعیت‌شناسی   | ۲۰۰۳  |
| ۱۱.   | ایران | بالاترین نسبت ثبت‌نام دختران به پسران در مدارس، ۱٫۲۲ دانش‌آموز دختر به پسر               | آموزش        | ۲۰۰۵  |
| ۱۲.   | ایران | محلی که بشترین تشعشع رادیواکتیو طبیعی زمینه را دارد، با مقدار سالانه ۲۶۰ ام‌ث‌وی         | جغرافی       | ۲۰۱۰  |
| ۱۳.   | ایران | بیشترین تعداد زمین‌لرزه‌های شدید، ۵٫۵+ ریشتر شدت                                         | زمین‌شناسی    | ۲۰۱۰  |
| ۱۴.   | ایران | 'دقیق‌ترین گاهشمار، گاهشمار ایرانی                                                      | ژئوفیزیک     | ۲۰۱۰  |
| ۱۵.   | ایران | بالاترین درصد شیوع مصرف مواد افیونی، ۲٫۸٪ از کل جمعیت                                  | سلامت        | ۱۹۹۹  |
| ۱۶.   | ایران | بالاترین تعداد پایتخت‌های پیشین، ۳۱ پایتخت سابق                                         | تاریخ        | ۲۰۱۰  |
| ۱۷.   | ایران | میزبان بزرگ‌ترین جمعیت آوارگان خارجی، عمدتاً آوارگان عراقی و افغان                       | انسان‌دوستانه | ۱۹۹۹  |
| ۱۸.   | ایران | بزرگترین تولیدکنندهٔ فیروزه                                                             | صنعت         | ۲۰۱۰  |
| ۱۹.   | ایران | بزرگترین ذخیره روی                                                                     | صنعت         | ۲۰۱۰  |
| ۲۰.   | ایران | بزرگ‌ترین تولیدکننده و صادرکنندهٔ قالی دست‌باف                                            | صنعت         | ۲۰۱۰  |
| ۲۱.   | ایران | سریع‌ترین رشد سالانه در علم و تکنولوژی دنیا، ۱۰۰٪ افزایش تولید علم و تکنولوژی در جهان   | علم          | ۲۰۱۰  |
| ۲۲.   | ایران | بالاترین رشد توسعه انسانی جهان، به گزارش دفتر توسعه سازمان ملل متحد                    | تاریخ        | ۲۰۱۸  |